# Internet Download Manager
Internet Download Manager (thường được gọi tắt là IDM) là một phần mềm quản lý tải xuống thương mại cho hệ điều hành Microsoft Windows thuộc sở hữu của công ty Tonec, Inc. của Mỹ.
IDM là một công cụ hỗ trợ quản lý và lên lịch tải xuống. Nó có thể sử dụng toàn bộ băng thông có sẵn cho thiết bị và có khả năng khôi phục và tiếp tục để tiếp tục tải xuống các tệp bị gián đoạn do mất kết nối mạng hoặc các lỗi bất ngờ khác. IDM tăng tốc độ tải xuống bằng cách chia file đích thành nhiều phần, tùy thuộc vào kích thước file, sau đó tải xuống các tệp đã chia đồng thời. Sau đó, IDM kết hợp các tệp đã chia đã tải xuống thành một tệp đầy đủ.
IDM hỗ trợ nhiều máy chủ proxy như tường lửa, FTP, giao thức HTTP, cookie, xử lý âm thanh MP3 và video MPEG. Nó tương thích với hầu hết các trình duyệt web phổ biến.

## Tính năng
- Chia các lượt tải xuống thành nhiều luồng để tải xuống nhanh hơn.
- Tải xuống hàng loạt
- Nhập/Xuất các tác vụ tải xuống.
- Cập nhật tự động/thủ công địa chỉ tải xuống.
- Nhiều hàng đợi.
- Tải xuống video từ các trang web phát video trực tuyến.[5]
- Giao thức xác thực: Cơ bản, NTLM và Kerberos cho phép lưu trữ và tự động xác thực tên người dùng và mật khẩu.[6]

## Tiếp nhận
Trong bài đánh giá của CNET, IDM đã nhận được xếp hạng 4,5 trên 5 sao.
Softpedia đã đánh giá IDM 5/5 sao, khen ngợi sự tiện lợi, hiệu quả và tính đa dạng của các tùy chọn. Softpedia đã thực hiện một bài đánh giá mở rộng vào tháng 3 năm 2014; cho phần mềm 4/5 sao, nhưng chỉ trích IDM vì không phát hành phiên bản chính kể từ năm 2010. Bài đánh giá thứ ba của Softpedia vào năm 2022 một lần nữa đưa ra đánh giá ban đầu của IDM là 5/5 sao.